# G.S. Nireas Lamias
G.S. Nireas Lamias (em grego:  Γ.Σ. Νηρέας Λαμίας) é um clube de polo aquático da cidade de Lamia, Grécia.

## História
G.S. Nireas Lamias foi fundado em 1998.